# Alien Breed 3: Descent
Alien Breed 3: Descent es la secuela de Alien Breed 2: Assault, y es la tercera entrega del remake episódico de la serie Alien Breed.

## Trama
Conrad continúa su viaje por medio del Leopold y rápidamente se enfrenta a la IA Klein que habita en el cuerpo de MIA. Tras derrotar a Klein, MIA recupera su consciencia. Luego, ella le dice a Conrad que la única forma de destruir la IA maniática de Klein es usando el núcleo del cerebro de ella como un dispositivo EMP para freírlo. Luego de varias horas, la nave abandonada choca con el planeta congelado debajo, y el agua empieza a inundarla. Conrad se encuentra con una reina alienígena que fue creada por Klein, quien se encuentra encantado por su propia creación. Klein dice que le llevó alrededor de cien años crear una reina controlable, y también le dice a Conrad que se ha copiado a sí mismo al sistema de IA del Leopold para lograr la inmortalidad. Klein planea escapar con el Leopold, dejando atrás a Conrad, pero este resiste, y se enfrentará a la reina alienígena varias veces. Luego de una segunda batalla contra la reina alienígena, Conrad se acerca cada vez más a la guarida del ordenador central de Klein, donde finalmente se enfrenta a Klein y a la reina alienígena a la vez. En el momento culminante de la batalla, la reina alienígena cae por una cornisa al ordenador central de la IA de Klein, destruyendo la tecnología crítica que hacía funcionar a Klein. Después de acceder a una apertura a una pequeña sala de control, Conrad utiliza el EMP que MIA le había dado para acabar con Klein para bien. Al final, se puede ver a Conrad finalmente atendiendo su herida del hombro, pero muriendo a causa de la explosión anterior. Un pequeño panel cae al suelo y muestra una imagen del logo de Klein. Se puede oír a Klein hablar, pero no queda claro qué es lo que dice.

## Jugabilidad
Alien Breed 3: Descent, como Evolution y Assault, es un shooter situado en una nave espacial futurista. En cada nivel, el protagonista Conrad recibe una serie de tareas como recolectar tarjetas de acceso, restaurar la energía a varios sistemas, y limpiar las habitaciones de sustancias peligrosas (por ejemplo, gas halón o exceso de agua). Todas las tareas deberán ser completadas antes de encontrar la salida del nivel en forma de elevador. El protagonista se encontrará con una variedad de alienígenas en su camino que lo atacarán, generalmente en masa. También podrá sufrir daño de explosiones, fuegos, perturbaciones eléctricas y torretas enemigas. Conrad puede correr y disparar en todas las direcciones, y recolectar un número de armas e ítems distintos que lo ayudarán. También puede comprar munición adicional, ítems y mejoras de las tiendas encontradas en las terminales informáticas que también sirven como puntos de guardado. El ángulo de la cámara puede ser rotado manualmente en incrementos de 45 grados. Se podrán encontrar paneles de datos esparcidos por todo el juego, los cuales revelarán información de varias especies alienígenas encontradas a lo largo del juego, y proporcionarán el trasfondo de los personajes del juego. El juego dispone de un modo «supervivencia», en el cual los jugadores intentarán sobrevivir lo máximo posible contra las oleadas de alienígenas, utilizando cualquiera de las armas e ítems encontrados en el área. Este modo está disponible para los modos de un jugador y cooperativo.

## Recepción
Alien Breed 3: Descent recibió reseñas «mixtas o medias» en todas las plataformas de acuerdo con el sitio web agregador de reseñas Metacritic.